# Ланча Аппиа
Ланча Аппиа е италиански малолитражен автомобил, произвеждан от компанията Ланча.

## История
През 50-те години на ХХ век започва разработката на нов автомобил от моделното семейство на Ланча. Също като Фламиниа и Аурелия ръководството на компанията избира за новия си модел име с латински произход. Ланча Аппиа е представена на Автомобилното изложение в Торино през 1953 г. Моделът е пряка конкуренция на Фиат 1100. Аппиа има технически идентичности с Ланча Аурелия. Ланча Аппиа е известна и като по-голямата сестра на Ланча Аурелия.
През 1963 г. Ланча Аппиа слиза от производство.

## Ланча Аппиа ДжиТиЕ Загато
Съвместно със Загато е конструиран и спортен автомобил тип купе. От него са произведени само 136 екземпляра. Автомобилът е печелил много републикански състезания в Италия.

## Лекотоварни автомобили
На базата на Ланча Аппиа е изградена Ланча Джоли 809, камионетка – малък камион, който е достоен наследник на Ланча Бета (лекотоварен).

## Спортни изяви
Даграда-Ланча е болид, който е взимал участие в състезанията Формула Джуниър. Автомобилът е конструиран от Джанкарло Багети и Анджело Даграда. Даграда бил известен механик роден през 1912 г., а семейство Багети били известни бизнесмени от Милано. За първи път автомобилът спечелил състезание на 27 март на пистата Монца. През 1988 г. автомобилът участва в любителски състезания. Както Багети казва: „Стара, но добра кола“.

## Производство
От Ланча Аппиа общо са произведени 107 024 автомобила.